# Alcyonium
Alcyonium es un género de cnidarios antozoos de la familia Alcyoniidae.
Estos animales pertenecen a los corales blandos, así denominados porque, al contrario de los corales duros, no generan un esqueleto de carbonato cálcico, por lo que no son generadores de arrecife. 

## Morfología
Enmarcados en los corales cuero, el tejido de la colonia es de aspecto carnoso, pudiendo ser de color amarillo, naranja, rojo, marrón, crema o verde. 
Sus pólipos son solo autozoides, sirviendo exclusivamente para la alimentación, y no para la circulación interna del agua, como los pólipos sifonozoides que otros géneros de la familia poseen, como Sarcophyton. Sus pólipos se pueden retraer totalmente, y son de color blanco, amarillo o rosádo.
Sus especies, desarrollan varias formas coloniales, siendo más frecuentes las incrustantes y lobuladas.

## Especies
El Registro Mundial de Especies Marinas reconoce las siguientes especies:
| - Alcyonium acaule. Marion, 1878 - Alcyonium adriaticum. Kükenthal, 1909 - Alcyonium altum. Tixier-Durivault, 1955 - Alcyonium antarcticum. Wright & studer, 1889 - Alcyonium aspiculatum. Tixier-Durivault, 1955 - Alcyonium aurantiacum. Quoy & Gaimard, 1834 - Alcyonium bocagei. (Saville Kent, 1870) - Alcyonium bosphorense. Tixier-Durivault, 1961 - Alcyonium brioniense. Kükenthal, 1907 - Alcyonium caparti. Tixier-Durivault, 1955 - Alcyonium capitatum. (Pfeffer, 1889) - Alcyonium catalai. Tixier-Durivault, 1970 - Alcyonium ceylonense. May, 1899 - Alcyonium clavatum. Studer, 1890 - Alcyonium compactofestucum. Verseveldt & van Ofwegen, 1992 - Alcyonium confertum. Boone, 1938 - Alcyonium coralloides. (Pallas, 1766) - Alcyonium dendroides. Thomson & Dean, 1931 - Alcyonium digitatum. Linnaeus, 1758 - Alcyonium distinctum. Williams, 1988 - Alcyonium echinatum. Tixier-Durivault, 1970 - Alcyonium elegans. (Kukenthal, 1902) - Alcyonium etheridgei. Thomson & Mackinnon, 1911 - Alcyonium faura. J. S. Thomson, 1910 - Alcyonium fauri. Studer, 1910 - Alcyonium flabellum. Quoy & Gaimard, 1834 - Alcyonium foliatum. J. S. Thomson, 1921 - Alcyonium fulvum. (Forskål, 1775) - Alcyonium fungiforme. Tixier Durivault, 1954 - Alcyonium glaciophilum. van Ofwegen, Häussermann & Försterra, 2007 - Alcyonium glomeratum. (Hassal, 1843) - Alcyonium grandiflorum. Tixier-Durivault & d'Hondt, 1974 - Alcyonium grandis. Casas, Ramil & van Ofwegen, 1997 - Alcyonium graniferum. Tixier-Durivault & d'Hondt, 1974 - Alcyonium gruveli. Tixier-Durivault, 1955 - Alcyonium haddoni. Wright & Studer, 1889 - Alcyonium hibernicum. (Renouf, 1931) | - Alcyonium jorgei. van Ofwegen, Häussermann & Försterra, 2007 - Alcyonium laeve. Tixier-Durivault, 1955 - Alcyonium laxum. Tixier-Durivault, 1955 - Alcyonium luteum. Tixier Durivault, 1954 - Alcyonium manusdiaboli. Linnaeus, 1767 - Alcyonium maristenebrosi. Stiasny, 1937 - Alcyonium megasclerum. Stokvis & van Ofwegen, 2007 - Alcyonium miniatum. Tixier-Durivault, 1955 - Alcyonium monodi. Tixier-Durivault, 1955 - Alcyonium moriferum. (Tixier-Durivault, 1954) - Alcyonium muricatum. Yamada, 1950 - Alcyonium pacificum. Yamada, 1950 - Alcyonium palmatum. Pallas, 1766 - Alcyonium patagonicum. (May, 1899) - Alcyonium patulum. Tixier-Durivault, 1955 - Alcyonium paucilobulatum. Casas, Ramil & van Ofwegen, 1997 - Alcyonium pobeguini. Tixier-Durivault, 1955 - Alcyonium profundum. Stokvis & van Ofwegen, 2007 - Alcyonium repens. Stiasny, 1941 - Alcyonium reptans. Kükenthal, 1906 - Alcyonium robustum. Utinomi, 1976 - Alcyonium roseum. van Ofwegen, Häussermann & Försterra, 2007 - Alcyonium rotiferum. Thomson, 1910 - Alcyonium rubrum. Stokvis & van Ofwegen, 2007 - Alcyonium senegalense. Verseveldt & van Ofwegen, 1992 - Alcyonium sidereum. Verrill, 1922 - Alcyonium sollasi. Wright & Studer, 1889 - Alcyonium southgeorgiensis. Casas, Ramil & van Ofwegen, 1997 - Alcyonium spitzbergense. Verseveldt & van Ofwegen, 1992 - Alcyonium strictum. Tixier-Durivault, 1955 - Alcyonium submurale. Ridley, 1883 - Alcyonium valdiviae. Kukenthal, 1906 - Alcyonium verseveldti. Benayahu, 1982 - Alcyonium wilsoni. (J.S. Thomson, 1921) - Alcyonium yepayek. van Ofwegen, Häussermann & Försterra, 2007 - Alcyonium incrustans. (species inquirenda) - Alcyonium tomentosum. (species inquirenda) |

## Hábitat y distribución
Habitan, tanto en zonas tranquilas, como expuestas a corrientes. En aguas tropicales del Indo-Pacífico, incluido el mar Rojo, y en el Atlántico, en el mar del Norte, las islas británicas y el Mediterráneo.
Su rango de profundidad es entre 0 y 2.400 m; y el rango de temperatura, entre -1.25 y 19.68 °C.

## Alimentación
Utilizan los tentáculos de sus pólipos para atrapar plancton, y absorben materia orgánica disuelta del agua. Algunas especies son fotosintéticas, y contienen en sus tejidos algas zooxantelas. Las algas realizan la fotosíntesis, produciendo oxígeno y azúcares, que son aprovechados por los corales, y se alimentan de los catabolitos del coral(especialmente fósforo y nitrógeno).

## Galería

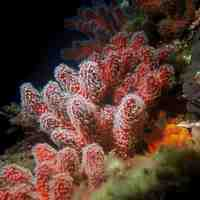
Alcyonium palmatum
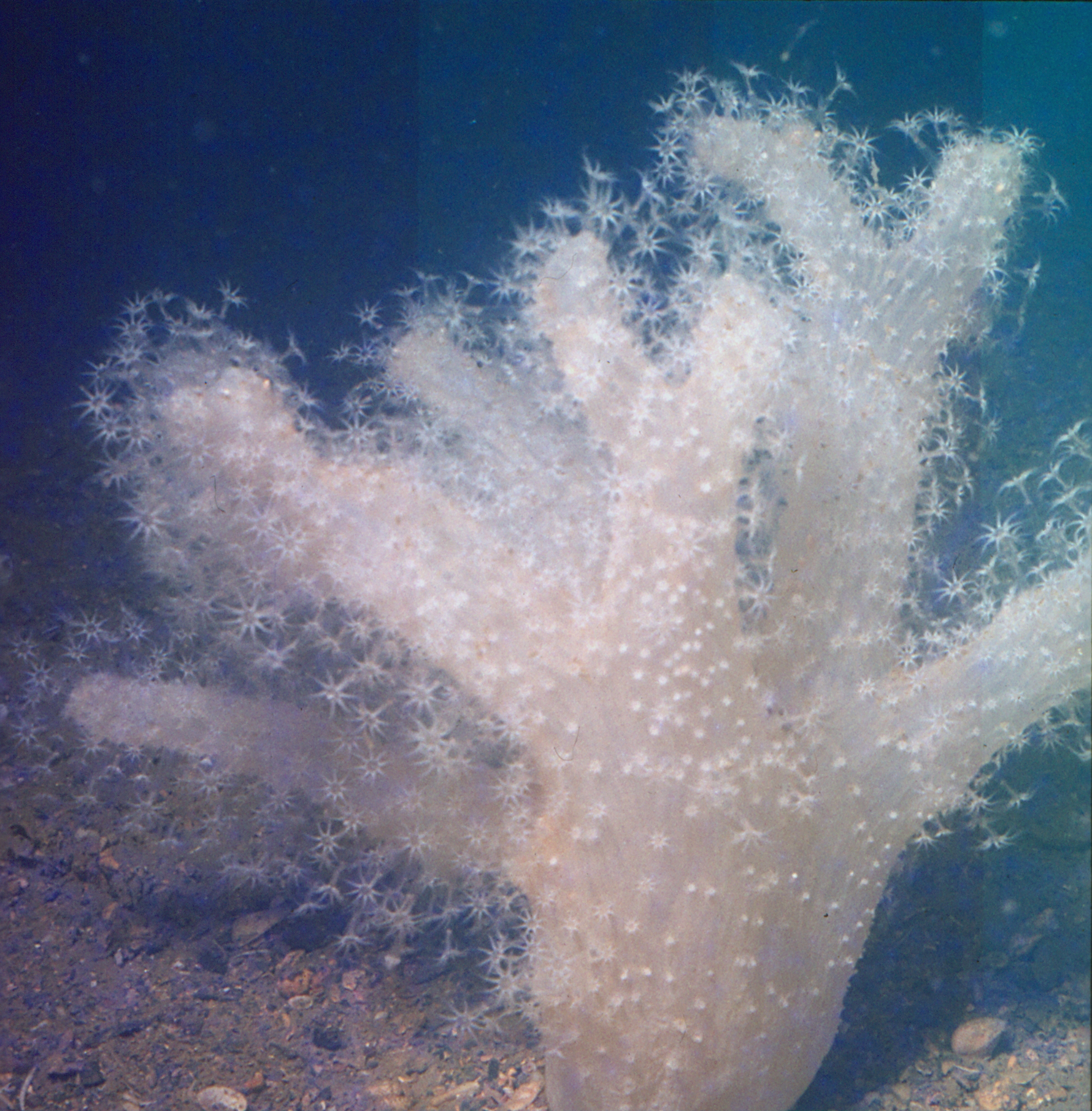
Alcyonium palmatum
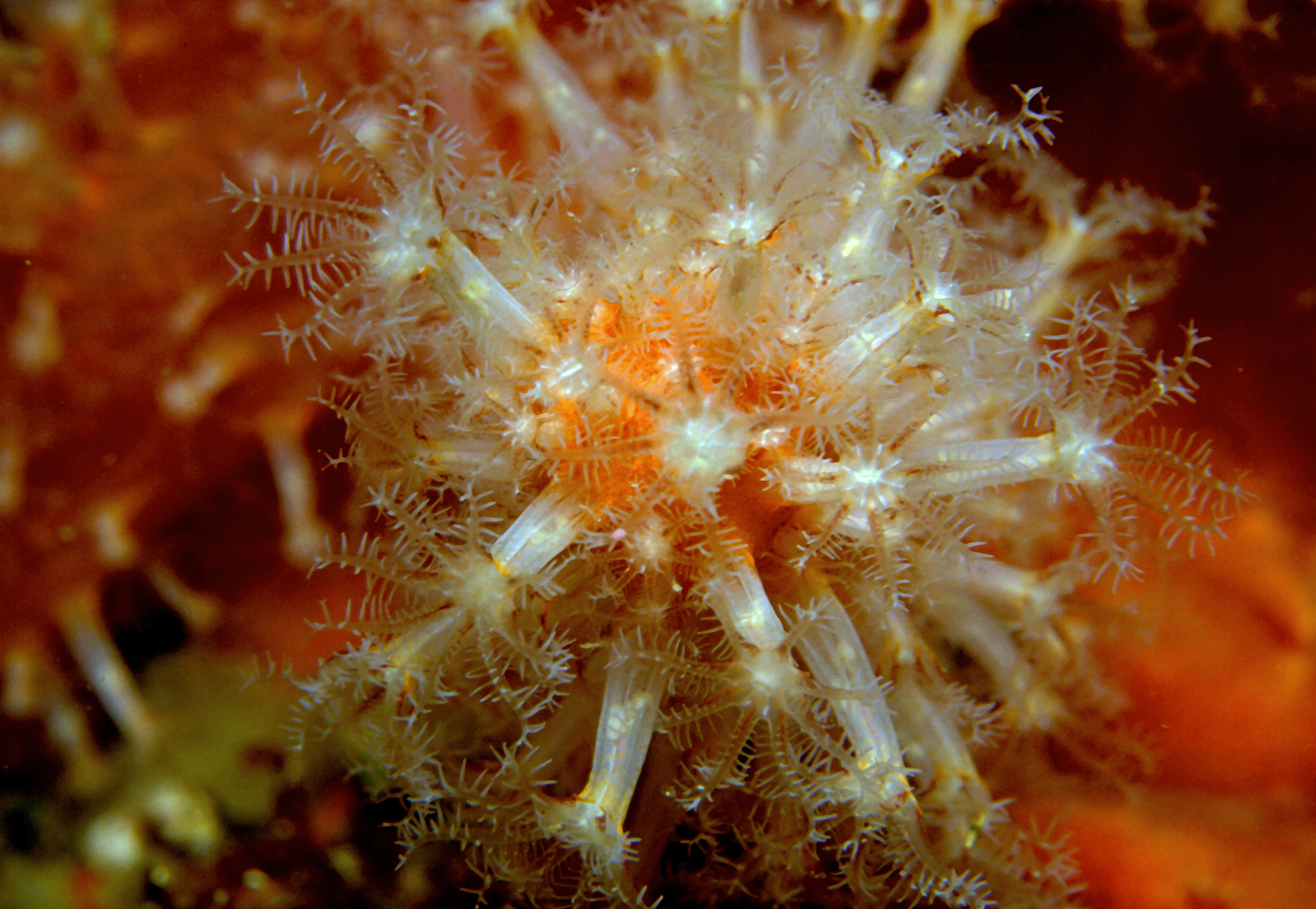
Alcyonium acaule
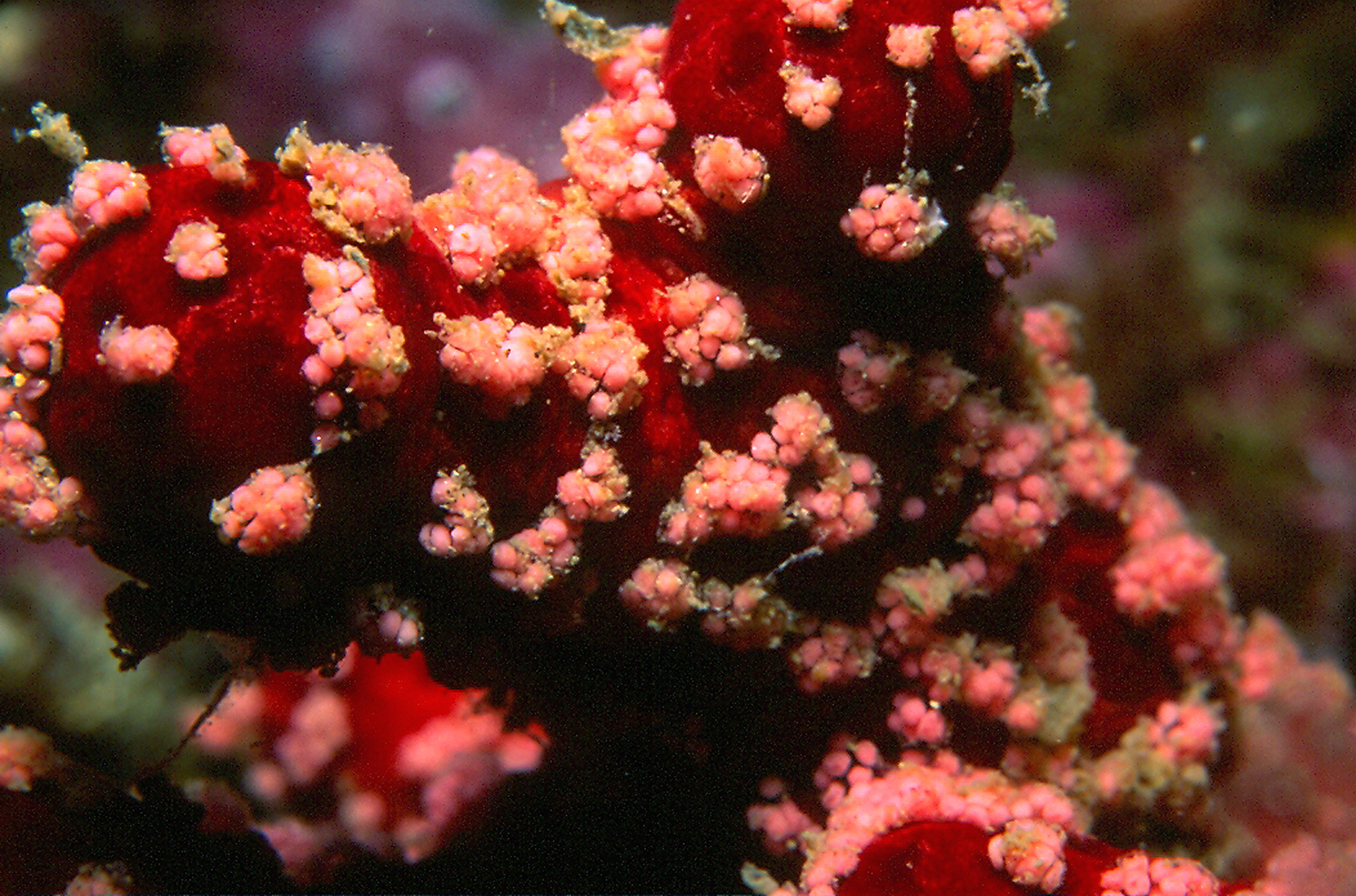
Puesta de Alcyonium acaule
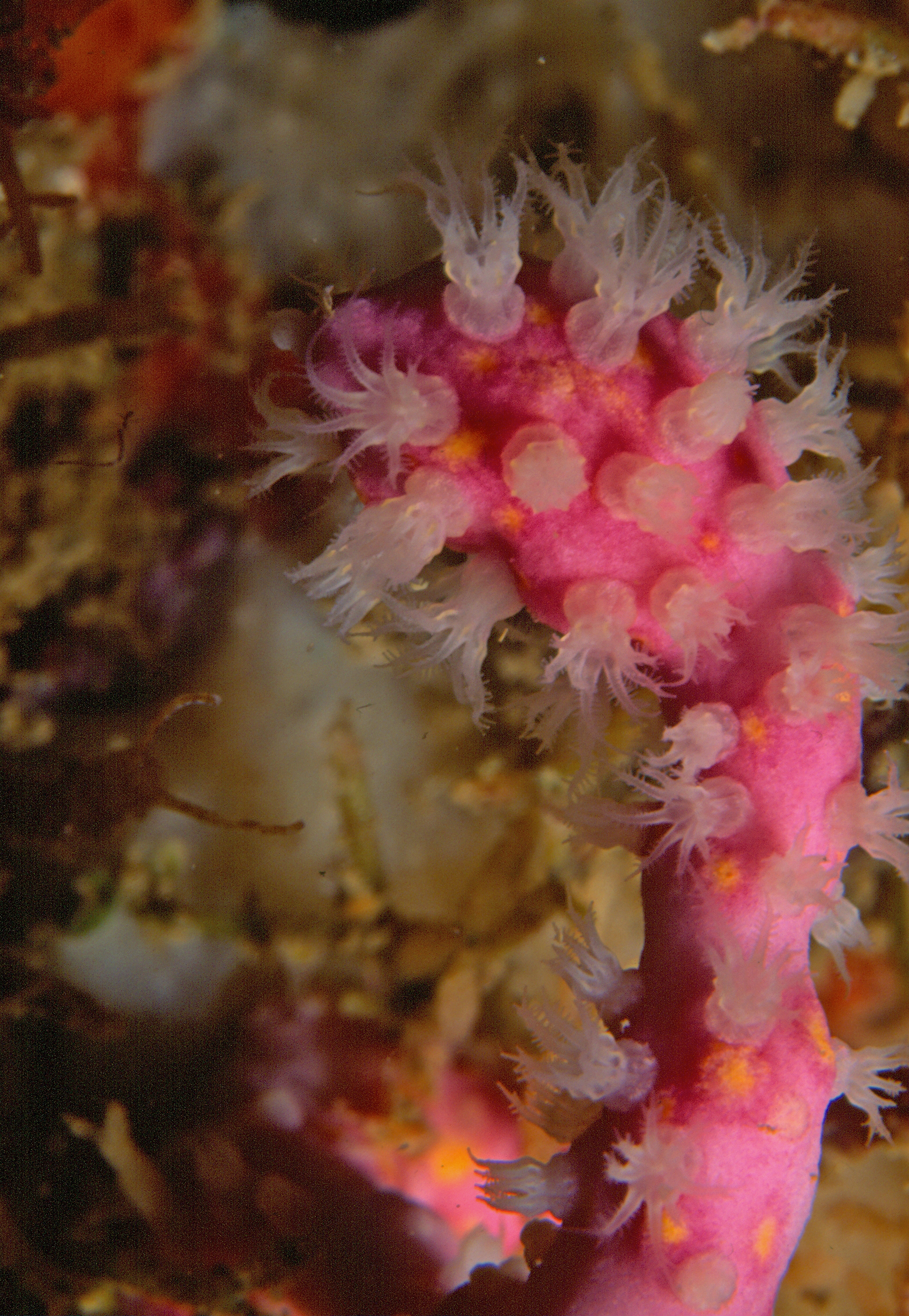
Alcyonium coralloides
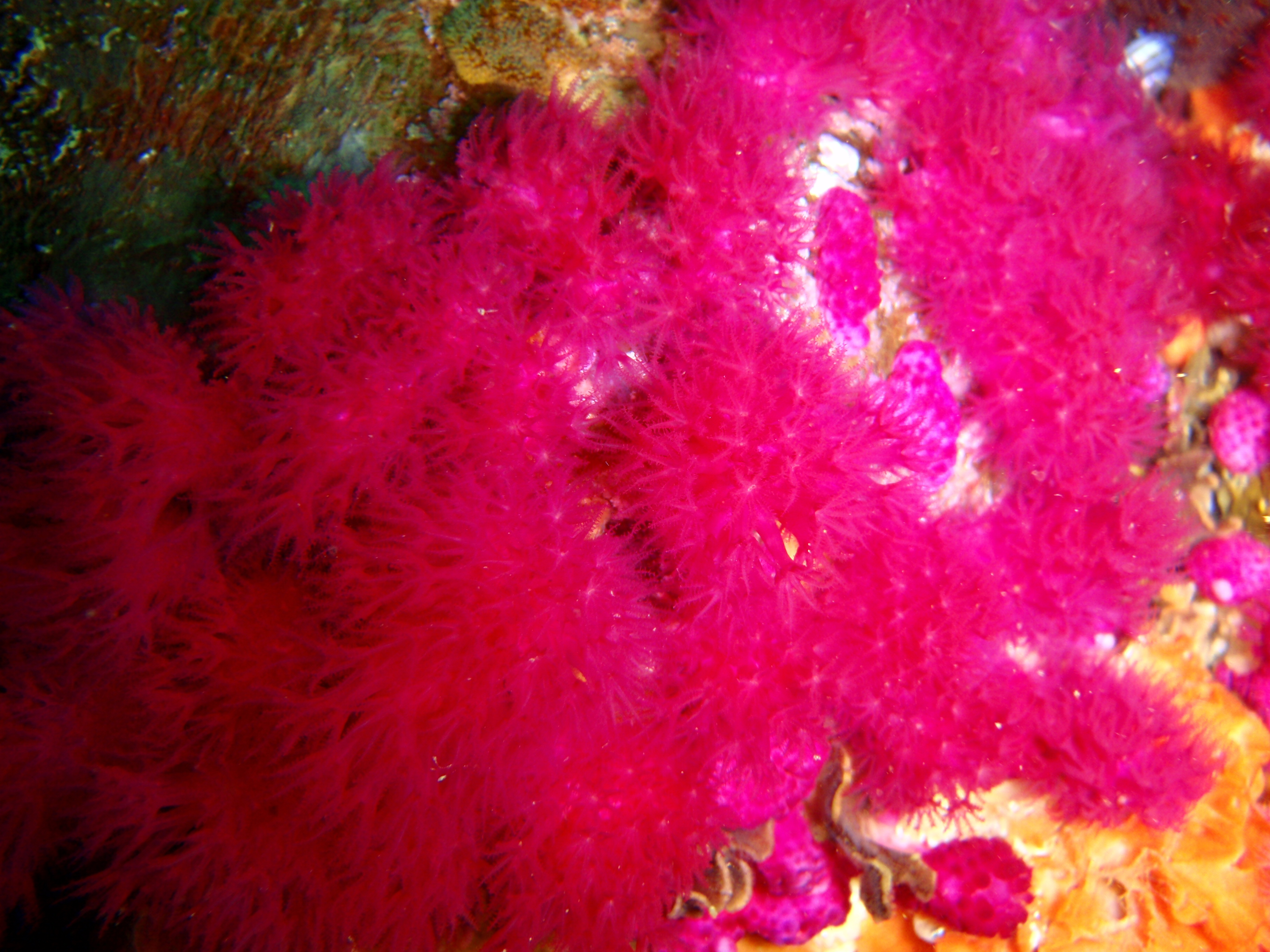
Alcyonium fauri
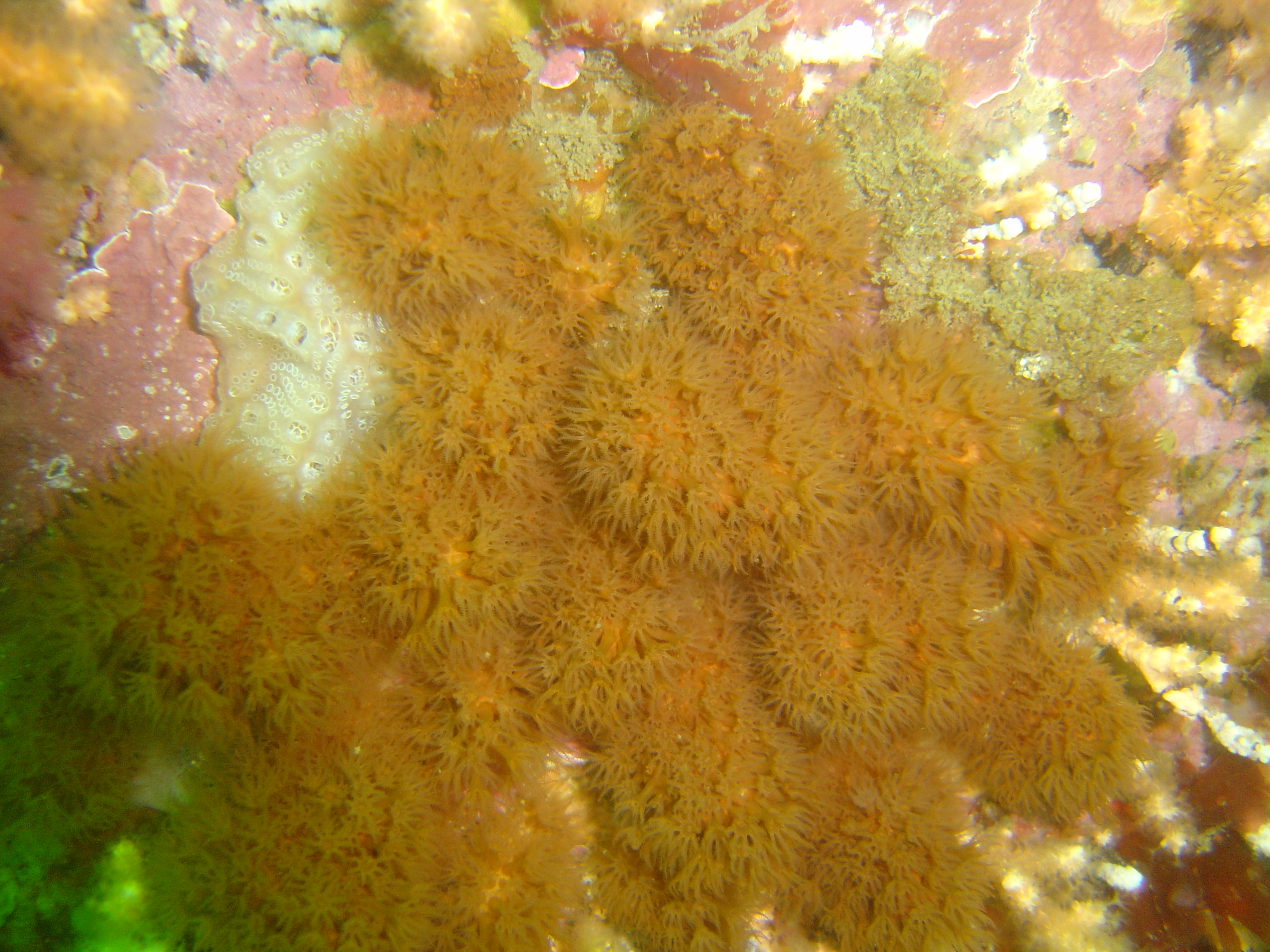
Alcyonium fauri en Ciudad del Cabo, Sudáfrica.